# 황영하
황영하(黃榮夏, 1939년 8월 15일~2024년 3월 2일)는 대한민국의 제28대 총무처 장관을 역임한 공무원이다. 본관은 장수이며, 경기도 파주 출신이다.

## 학력
- 월롱초등학교 졸업
- 경기중학교 졸업
- 경기고등학교 졸업
- 서울대학교 법과대학 졸업

## 경력
- 1965년 국회사무처 사무관
- 1969년~1993년 감사원 기획실장, 2·3국장, 기획관리실장
- 1993년 3월 4일~1993년 12월 22일 제13대 감사원 사무총장
- 1993년 12월 22일~1994년 12월 23일 제28대 총무처 장관
- 1996~1997년 대한주택공사 이사장
- 2003∼2005년 장수황씨대종회 회장
- 2010~2016년 대한노인회 경기도연합회장
- 2014~2019년 대한노인회 노인의료나눔재단 이사장